# Jupiaba ocellata
Jupiaba ocellata is een straalvinnige vissensoort uit de familie van de karperzalmen (Characidae). De wetenschappelijke naam van de soort is voor het eerst geldig gepubliceerd in 1996 door Géry, Planquette & Le Bail.